# Thanos
Thanos este un super-răufăcător fictiv care apare în cărțile de benzi desenate americane publicate de Marvel Comics . Personajul, creat de scriitorul / artistul Jim Starlin, a aparut pentru prima data in The Invincible Iron Man # 55 ( coperta din februarie 1973). Thanos este unul dintre cei mai puternici răufăcători din Universul Marvel și s-a confruntat cu mulți eroi, inclusiv Avengers, Gardienii Galaxiei, Fantastic Four și X-Men . 

## Biografia Personajului
Thanos poartă gena Deviants și, ca atare, împărtășește aspectul fizic al rasei verișoare a Eternilor. Șocat de aspectul său și de credința că va distruge toată viața din univers, Sui-San a înnebunit și a încercat să-l omoare, dar a fost oprită de A'lars. În anii săi de școală, Thanos a fost un pacifist  și s-ar juca doar cu fratele său Eros și cu animalele de companie. Până la adolescență, Thanos devenise fascinat de nihilism și entropie, închinându-se și în cele din urmă îndrăgostindu-se de întruchiparea fizică a Mistress Death .  Ca adult, Thanos și-a sporit puterea fizică și puterile prin cunoștințele sale științifice superioare folosind o combinație de misticism și îmbunătățiri cibernetice.  De asemenea, a încercat să-și creeze o viață nouă, făcând mulți copii și devenind un pirat. El nu găsește nicio împlinire în nici unul până când este vizitat din nou de Mistress Death, pentru care își ucide urmașii și căpitanul său de pirați. 

### Cub cosmic și pietre prețioase ale infinitului
Dorind să o impresioneze pe Mistress Death, Thanos adună o armată de extratereștri ticăloși și începe un bombardament nuclear asupra Titanului, care ucide milioane de oameni din rasa lui.  Căutând puterea universală sub forma Cubului Cosmic , Thanos călătorește pe Pământ. Înainte de aterizare, nava lui distruge o mașină din apropiere, în timp ce o familie este martoră la sosirea lui.  Fără să știe Thanos, doi dintre membrii familiei din vehicul supraviețuiesc: spiritul tatălui este păstrat de entitatea cosmică titaniană Kronos și primește o nouă formă ca Drax Distrugatorul , în timp ce fiica este găsită de tatăl lui Thanos, Mentor, și este crescut pentru a deveni eroina Moondragon. Thanos localizează în cele din urmă Cubul și, de asemenea, atrage atenția Mistress Death. Dorind ca Cubul să-l facă omnipotent, Thanos îl aruncă apoi pe Cubul. El îl închidează pe Kronos și îl batjocorește pe eroul Kree , Căpitanul Marvel , care, cu ajutorul echipei de supereroi Răzbunătorii și ISAAC (un super-computer bazat pe Titan), este în cele din urmă capabil să-l învingă pe Thanos distrugând Cubul. 
Thanos vine mai târziu în ajutorul lui Adam Warlock într-un război împotriva magului și a imperiului său religios. În timpul procesului, el ajunge să o adopte pe Gamora pentru a o folosi ca asasin și pentru a-l ucide pe Adam Warlock înainte de a deveni Magus.  În timpul acestei alianțe, Thanos cultivă un plan de a se reuni cu Mistress Death și în mod secret sifonează energiile Soul Gem a lui Warlock, combinând acestea cu puterea celorlalte Infinity Gems pentru a crea o armă capabilă să distrugă o stea. Warlock îi cheamă pe Răzbunători și căpitanul Marvel pentru a-l opri pe Thanos, deși planul este dejucat atunci când Thanos îl ucide pe Warlock. Titanul se regrupează și capturează eroii, care sunt eliberați de Spider-Man and the Thing. Thanos este în cele din urmă oprit de Warlock, al cărui spirit iese din Bijuteria Sufletului și îl transformă pe Titan în piatră.  Spiritul lui Thanos reapare în cele din urmă pentru a însoți sufletul unui căpitan Marvel pe moarte în tărâmul Morții. 

### Saga Infinity
Thanos este în cele din urmă înviat,  și colectează din nou Gemele Infinitului.  El folosește pietrele prețioase pentru a crea Infinity Gauntlet, făcându-se omnipotent și șterge jumătate din ființele vii din univers pentru a-și demonstra dragostea față de Moarte.  Acest act și alte câteva acte sunt în curând anulate de Nebula și Adam Warlock .  Warlock dezvăluie că Thanos și-a permis întotdeauna să fie învins, deoarece Titanul știe în secret că nu este demn de puterea supremă. Thanos se alătură Warlock ca parte a Infinity Watch și îl ajută să-și învingă mai întâi răul  și apoi binele personaje și vindecă- l pe Thanos de „nebunia războinică”.  